# Isla Santa Catalina (Colombia)
La Isla Santa Catalina es una pequeña isla colombiana, ubicada en el mar Caribe o mar de las Antillas, que pertenece al departamento de San Andrés, Providencia y Santa Catalina y administrativamente al municipio de Providencia. Se sitúa a unos 72 km (kilómetros) al norte de San Andrés, en las coordenadas 13°23′18″N 81°22′25″O / 13.38833, -81.37361.

## Características

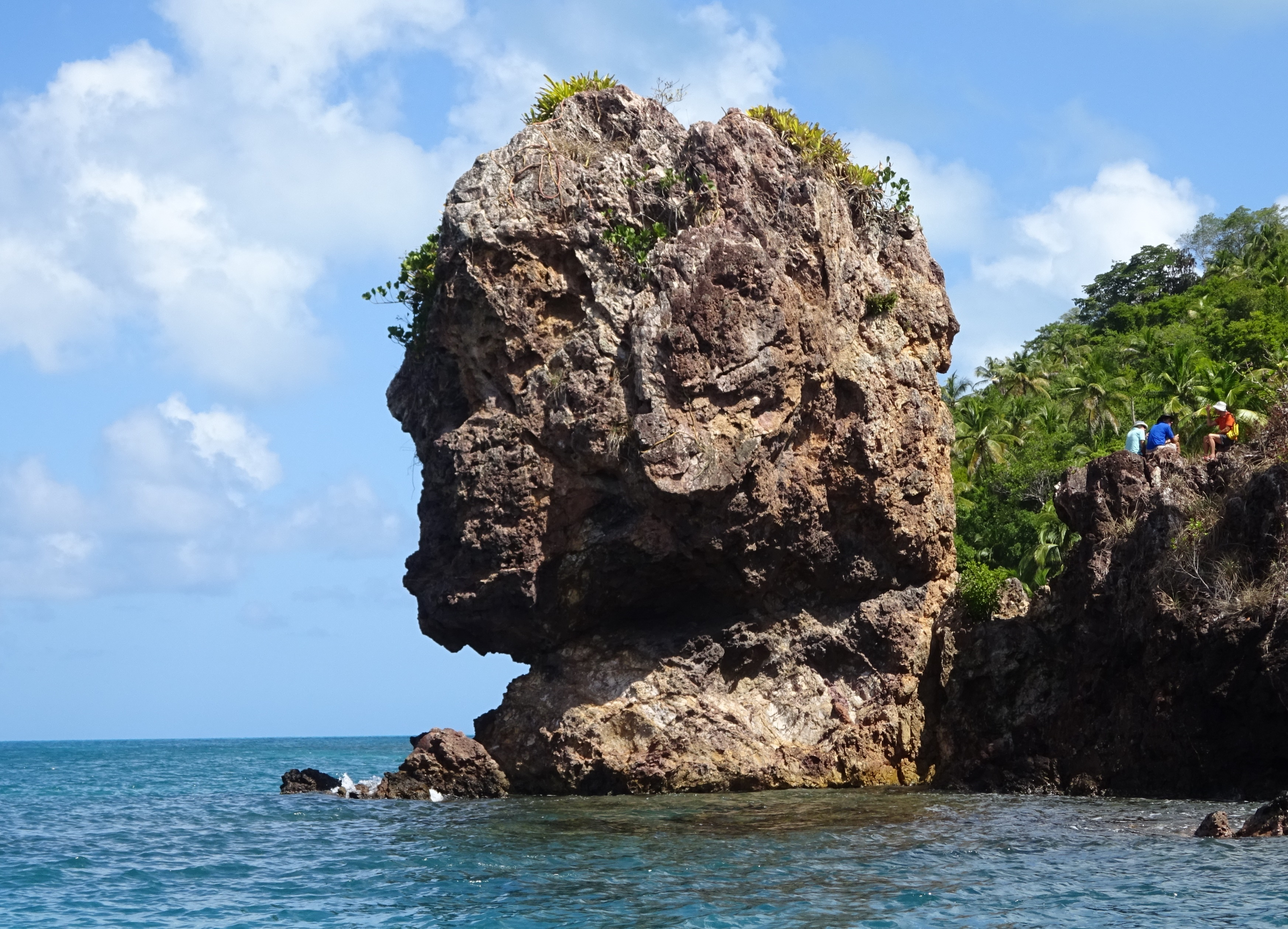
La Cabeza de Morgan es un popular punto turístico en Santa Catalina

Santa Catalina es una de tres islas principales del archipiélago, con aproximadamente 1 km² (kilómetro cuadrado) de extensión territorial y está separada de la cercana Isla de Providencia por un canal de 150 m (metros) de ancho llamado "Canal Aury". Con esta última conforma el municipio de Providencia.
Es relativamente quebrada, y su altura máxima es de 133 m s. n. m. (metros sobre el nivel del mar). El clima es bastante seco, con dos periodos de lluvias anuales; la temperatura en promedio es de unos 25 °C (grados Celsius). En cuanto a la vegetación, predomina el bosque seco tropical cuyo componente más abundante es el cock-spur, seguido por el chaparro, el resbalamano y el olivo. Algunos árboles de mango, palmas, entre ellas la pactá (endémica de la zona), crecen en la pequeña isla.
Dada su cercanía con la más grande isla de Providencia todas sus actividades económicas y turísticas están vinculadas a esta.

### Bahías
- Old John Bay (Antigua Bahía Juan)
- Eliza Bay. (Bahía Eliza)